# Robert Donat
Friedrich Robert Donat (* 18. März 1905 in Withington, Manchester, England; † 9. Juni 1958 in London, England) war ein britischer Theater- und Filmschauspieler. Seine wohl bedeutendsten Filmrollen spielte er im Hitchcock-Thriller Die 39 Stufen (1935) sowie in Auf Wiedersehen, Mr. Chips (1939), für letzteren Film gewann er 1940 den Oscar als bester Hauptdarsteller.

## Leben
Friedrich Robert Donat, der Sohn des preußischstämmigen Ingenieurs Ernst Emil Donat, debütierte 1930 in London am Theater. 1932 übernahm er seine erste Filmrolle und wurde als Komödiant und romantischer Held schnell zu einem der populärsten britischen Stars.
Seinen wohl bekanntesten Part spielte er 1935 in Alfred Hitchcocks Klassiker Die 39 Stufen, in dem er als unschuldig Verfolgter quer durch das Land gehetzt wird. Der Film begründete das Genre des romantischen Thrillers, und Donats Darstellung wurde zum Rollenvorbild für zahllose Schauspieler, die im Lauf der Jahrzehnte in ähnlich angelegten Rollen auftraten. Obwohl Donat einige von Hollywood mitproduzierte Filme drehte, drehte er mit Ein Gespenst geht nach Amerika nur einen Film direkt in Hollywood, wo ihm die Atmosphäre nicht gefiel. Die meisten seiner amerikanischen Produktionen wurden in England gedreht. Nachdem er im Vorjahr bereits für Die Zitadelle eine Nominierung für den Oscar als Bester Hauptdarsteller erhalten hatte, konnte er die begehrte Trophäe 1940 für seine Darstellung eines engagierten Lehrers in Auf Wiedersehen, Mr. Chips in Empfang nehmen.
Obwohl Donat sowohl bei Film als auch Theater große Erfolge verzeichnen konnte, musste er seine Karriere wegen einer chronischen Asthma-Erkrankung immer wieder zurückfahren. So konnte er im Laufe seines Lebens nur 20 Filme realisieren, kurz vor seinem Tod spielte er noch einen Mandarin im Filmdrama Die Herberge zur 6. Glückseligkeit. Trotz eines Schlaganfalles während der Dreharbeiten konnte er den Film fertigstellen. Wenig später starb er im Alter von 53 Jahren an einer durch einen Gehirntumor ausgelösten Thrombose.
Der Darsteller war zweimal verheiratet; zunächst von 1929 bis 1946 mit Ella Annesley Voysey, mit der er drei Kinder hatte, und später von 1953 bis zu seinem Tod mit der britischen Schauspielerin Renée Asherson. Sein Neffe ist der Schauspieler Peter Donat. Donats Stern auf dem Hollywood Walk of Fame befindet sich am Hollywood Boulevard 6420.

## Filmografie
- 1932: That Night in London
- 1932: Men of Tomorrow
- 1933: Cash
- 1933: Sechs Frauen und ein König (The Private Life of Henry VIII)
- 1934: Das Rätsel von Monte Christo (The Count of Monte Cristo)
- 1935: Die 39 Stufen (The 39 Steps)
- 1935: Ein Gespenst geht nach Amerika (The Ghost Goes West)
- 1937: Tatjana (Knight without armour)
- 1938: Die Zitadelle (The Citadel)
- 1939: Auf Wiedersehen, Mr. Chips (Goodbye, Mr. Chips)
- 1942: The Young Mr. Pitt
- 1943: The New Lot (Kurzfilm)
- 1943: The Adventures of Tartu
- 1945: Perfect Strangers
- 1947: Captain Boycott (Captain Boycott)
- 1948: Der Fall Winslow (The Winslow Boy)
- 1949: The Cure for Love (auch Regie, Drehbuch)
- 1951: Der wunderbare Flimmerkasten (The Magic Box)
- 1954: Lease of Life
- 1958: Die Herberge zur 6. Glückseligkeit (The Inn of the Sixth Happiness)

## Auszeichnungen
- 1939: National Board of Review Award als bester Darsteller für Die Zitadelle
- 1939: Oscar-Nominierung als bester Hauptdarsteller für Die Zitadelle
- 1940: Oscar als bester Hauptdarsteller für Auf Wiedersehen, Mr. Chips
- 1955: BAFTA-Nominierung als Bester britischer Darsteller für Lease of Life
- 1959: Ehrenpreis des National Board of Review für Die Herberge zur 6. Glückseligkeit
- 1959: Golden-Globe-Nominierung als Bester Hauptdarsteller – Drama für Die Herberge zur 6. Glückseligkeit
- 1960: Stern auf dem Hollywood Walk of Fame (Kategorie Film)